# 朱衣点
朱 衣点（しゅ いてん、Zhū Yīdiǎn、1817年 - 1863年）は、太平天国の指導者の一人。

## 人物
もとの名は湯漢槎、字を期訓といったが、母方の姓の朱を名乗り、名を衣点と改めた。湖南省長沙府寧郷県出身。

## 略歴
太平天国の科挙で進士となった。石達開の部隊に属し、天京の儀鳳門を守備した。天京事変後に石達開が天京を離脱するとそれに従ったが、吉慶元らとともに離脱して太平天国のもとに戻り、1861年、江西省で李秀成と合流し、孝天義に封じられた。1863年、常熟を攻撃したが敗北し、捕えられ処刑された。